# Laura Prepon
Laura Helene Prepon (Watchung, 7 de março de 1980) é uma atriz norte-americana, é conhecida por ter interpretado Donna Pinciotti no sitcom That '70s Show, Alex Vause em Orange Is the New Black e Hannah Daniels da série October Road.

## Biografia
Laura é a filha mais nova do casal Michael, cirurgião ortopédico, e da professora do ensino médio Marjorie, que teve outros quatro filhos. Seu pai morreu em 1993 ao passar por uma cirurgia no coração, o que fez com que a família se tornasse bem unida e, segundo ela, ainda se reunir anualmente em Nova Jérsei.
Estudou até os quinze anos no Watchung Hills Regional High School quando, manifestando interesse pela atuação, transferiu-se para a Total Theatre Lab, em Nova Iorque, treinando ainda intensivamente balé, jazz e dança moderna, fazendo aparições em peças teatrais. Logo iniciou a carreira como modelo e fez trabalhos em Paris, Milão e no Brasil, mas ela logo desistiu dessa carreira, que "odiava", e voltou seu foco na atuação, vindo a se tornar conhecida após candidatar-se, em 1998, para o papel de Donna na comédia adolescente That '70s Show, que lançou ainda Ashton Kutcher e Mila Kunis.
Em 3 de junho de 2018 a atriz anunciou seu casamento com o também ator Ben Foster, com quem já vivia e tivera a filha Ella, nascida em agosto do ano anterior. Em 2020, ela deu a luz a seu segundo filho com o ator.
Em 2024, Ben Foster entrou com pedido de separação no Tennessee, onde o casal e seus dois filhos moram, assim encerrando o casamento de seis anos. Ele afirmou pelo the times, que ambos "sofreram diferenças irreconciliáveis" e "são incapazes de viver juntos com sucesso como marido e mulher".

## Filmografia

### Filmes
| Ano  | Título                         | Papel             | Notas                      |
| ---- | ------------------------------ | ----------------- | -------------------------- |
| 2001 | Southlander                    | Seven Equals Five |                            |
| 2002 | Slackers                       | Reanna Cass       |                            |
| 2004 | Lightning Bug                  | Angevin Duvet     | Também produtora executiva |
| 2004 | The Pornographer: A Love Story |                   |                            |
| 2006 | Karla                          | Karla Homolka     |                            |
| 2006 | Come Early Morning             | Kim               |                            |
| 2007 | Once Upon a Time               | A bruxa           | Curta                      |
| 2007 | The Chosen One                 | Rachel Cruz (voz) |                            |
| 2012 | Lay the Favorite               | Holly             |                            |
| 2012 | The Kitchen                    | Jennifer          |                            |
| 2016 | The Girl on the Train          | Cathy             |                            |
| 2017 | The Hero                       | Charlotte         |                            |

### Televisão
| Ano         | Título                                     | Papel                     | Notas |
| ----------- | ------------------------------------------ | ------------------------- | --- |
| 1998 - 2006 | That '70s Show                             | Donna Pinciotti           | série de televisão |
| 2001        | Southlander: Diary of a Desperate Musician | Seven Equals Five         | |
| 2002        | Slackers                                   | Reanna                    | |
| 2004        | Lightning Bug                              | Angevin Duvet             | |
| 2004        | The Pornographer: A Love Story             |                           | |
| 2004        | King of the Hill, episódio "Talking Shop"  | April                     | série de televisão |
| 2004        | Halo 2                                     | Marine                    | vídeo-game |
| 2005        | Romancing the Bride                        | Melissa                   | série de televisão |
| 2006        | Come Early Morning                         | Kim                       | |
| 2006        | Karla                                      | Karla Homolka             | |
| 2007        | Once Upon A Time                           | The Witch                 | curta-metragem |
| 2007 - 2008 | October Road                               | Hannah Daniels            | série de televisão |
| 2008        | The Chosen One                             | Rachel Cruz               | |
| 2009 - 2010 | How I Met Your Mother                      | Karen (2 episódios)       | série de televisão |
| 2011        | In Plain Sight                             | Lauren                    | Série de televisão |
| 2010        | Medium                                     | Kate                      | série de televisão |
| 2010        | Dr House                                   | Frankie                   | série de televisão |
| 2011        | Castle                                     | Natalie Rhodes/Nikki Heat | série de televisão |
| 2011        | Love Bites                                 | Alex                      | Série de televisão |
| 2011        | The Killing Game                           | Eve Duncan                | Filme de televisão |
| 2012        | Are You There, Chelsea?                    | Chelsea                   | série de televisão (papel principal) |
| 2012        | Men at Work                                | Hannah                    | série de televisão |
| 2012        | Lay The Favorite                           | Holly                     | Filme |
| 2012        | The Kitchen                                | Jennifer                  | Filme |
| 2013 - 2019 | Orange Is The New Black                    | Alex Vause                | série da Netflix Satellite Award de melhor elenco em televisão (2014) Satellite Award de melhor atriz coadjuvante em uma série, minissérie ou telefilme (2014) |
| 2023        | That '90s Show                             | Donna Pinciotti           | |